# A Legend in My Time
A Legend in My Time es el cuarto álbum de estudio del cantautor estadounidense Ronnie Milsap. Fue publicado en enero de 1975 por el sello discográfico RCA Records.

## Grabación y contenido

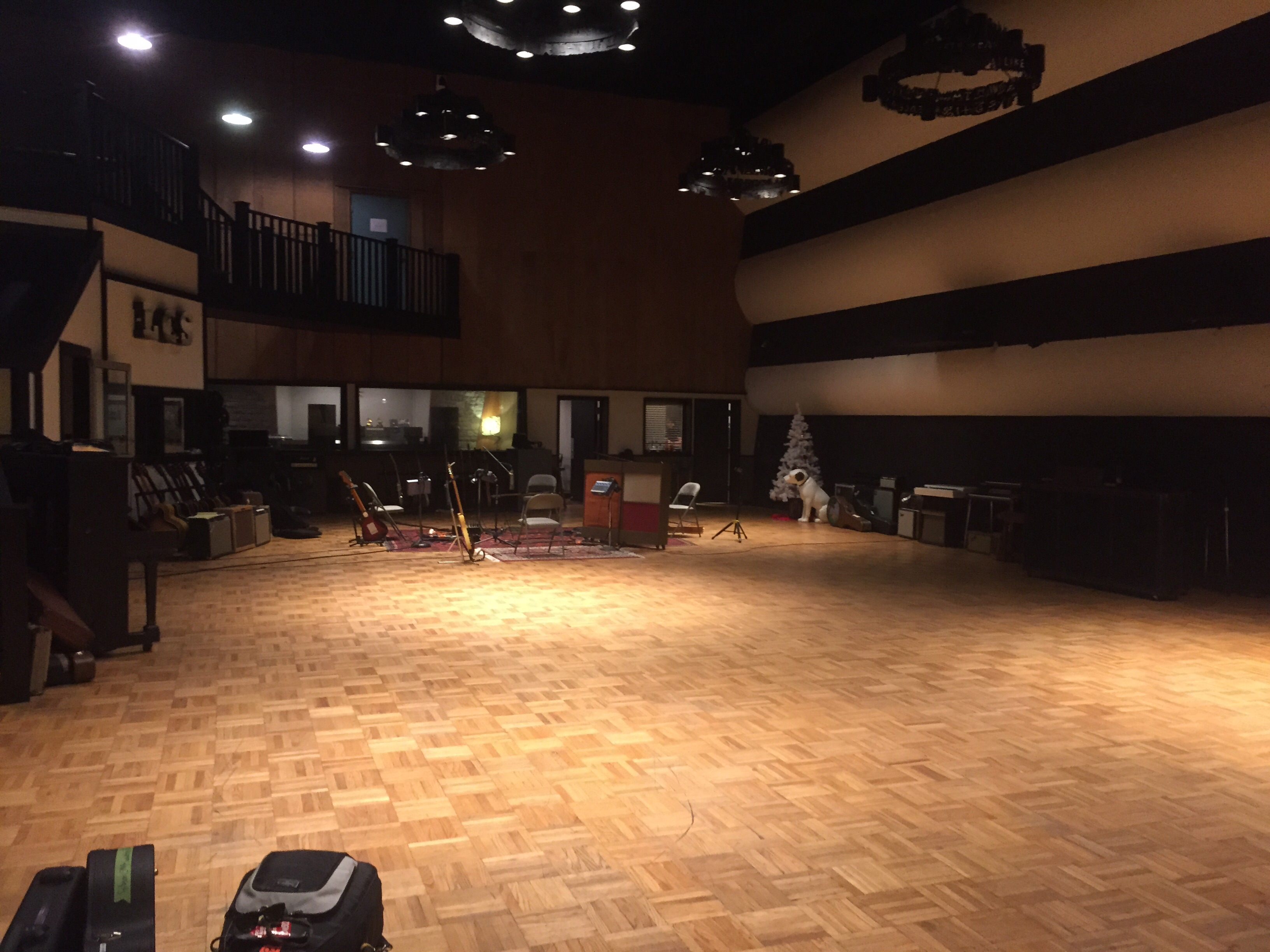
RCA Studio A, donde Ronnie Milsap grabó A Legend in My Time.

Al igual que los tres lanzamientos anteriores de Milsap en RCA, el álbum se grabó en RCA Studio A, un estudio ubicado en Nashville, Tennessee. Tom Collins y Jack D. Johnson repetirían sus papeles como productores, mientras que Al Pachucki repetiría su papel como ingeniero de audio, siendo asistido por Bill Vandevort. A Legend in My Time contenía diez canciones. Muchos de los temas del álbum eran versiones de material previamente grabado por otros artistas de country, como la canción que da nombre al LP, que fue escrita por Don Gibson. El álbum también incluye una versión de la canción «I Honestly Love You», que fue un éxito número uno para Olivia Newton-John en 1974. Otras canciones del álbum eran composiciones contemporáneas, como el tema de apertura «Busiest Memory in Town», que fue escrita por Dennis Morgan. El lanzamiento de A Legend in My Time también incluyó canciones escritas por compositores de country establecidos. Esto incluyó a Kent Robbins y Al Dexter.

## Lista de canciones
| Lado uno |                                      |               |          |  |
| N.º      | Título                               | Escritor(es)  | Duración |  |
| 1.       | «Busiest Memory in Town»             | Dennis Morgan | 2:49     |  |
| 2.       | «Too Late to Worry, Too Blue to Cry» | Al Dexter     | 3:05     |  |
| 3.       | «(I'd Be) A Legend in My Time»       | Don Gibson    | 2:53     |  |
| 4.       | «The Biggest Lie»                    | John Schweers | 2:27     |  |
| 5.       | «Country Cookin'»                    | Ronnie Milsap | 3:54     |  |

| Lado dos |                                    |                              |          |  |
| N.º      | Título                             | Escritor(es)                 | Duración |  |
| 1.       | «She Came Here for the Change»     | Bobby Barker Charles Quillen | 2:56     |  |
| 2.       | «I'll Leave This World Loving You» | Wayne Kemp Mack Vickery      | 2:43     |  |
| 3.       | «I'm Still Not Over You»           | Milsap                       | 2:50     |  |
| 4.       | «I Honestly Love You»              | Peter Allen Jeff Barry       | 3:23     |  |
| 5.       | «Clap Your Hands»                  | Kent Robbins                 | 2:54     |  |

## Créditos y personal
Créditos adaptados desde las notas de álbum de A Legend in My Time.
Músicos
- Ronnie Milsap – voz principal, piano
- The Nashville Edition – coros
- Hargus Robbins – piano
- J. A. Spell – piano
- Mike Leech – bajo eléctrico
- Joe Zinkan – bajo eléctrico
- Kenny Malone – batería
- Harold Bradley – guitarra
- Jimmy Capps – guitarra
- Steve Gibson – guitarra
- Glenn Keener – guitarra
- Dale Sellers – guitarra
- Jerry Shook – guitarra
- Chip Young – guitarra
- Pete Drake – steel guitar
- Lloyd Green – steel guitar
- John Hughey – steel guitar
- Charlie McCoy – armónica, vibráfono
- Bobby Thompson – banjo
- Farrell Morris – vibráfono
- Jim Buchanan – violín tradicional
- Tommy Williams – violín tradicional

Personal técnico
- Tom Collins – productor
- Jack D. Johnson – productor
- Al Pachucki – ingeniero de audio
- Bill Vandevort – ingeniero de audio
- David Roys – técnico de estudio
- Mike Shockley – técnico de estudio
- Raeanne Rubenstein – fotografía
- Herb Burnette – director artístico

## Posicionamiento
| Gráfica (1975)                                  | Pico de posición |
| ----------------------------------------------- | ---------------- |
| Estados Unidos (Billboard Top LPs & Tape)       | 138              |
| Estados Unidos (Cash Box Top 100 Albums Cont'd) | 163              |